# Andrea Alverà
Andrea Alverà (Vicenza, 1799 – Vicenza, 27 dicembre 1845) è stato un medico, storico dell'arte e linguista italiano.
Figlio di Antonio e Maddalena Simeoni, nel 1834 si laureò in medicina all'università di Pavia e, tornato in patria, vi svolse tale professione. Si distinse, tuttavia, per aver scritto pubblicazioni di molteplici argomenti, dalla glottologia, la storia, la musica, le scienze naturali e l'arte. Questa molteplicità di interessi lo portò a produrre lavori perlopiù frammentari e poco approfonditi; nonostante ciò, essi dimostrano come Alverà fosse uno studioso serio e capace, dotato di un intuito non comune.
Particolarmente apprezzati sono i suoi contributi sull'arte vicentina.